# Starck AS-80
Le Starck AS-80 Holiday est un avion de tourisme biplace conçu en France en 1947 par l'ingénieur aéronautique français André Starck. 